# Baby doll (ubiór)

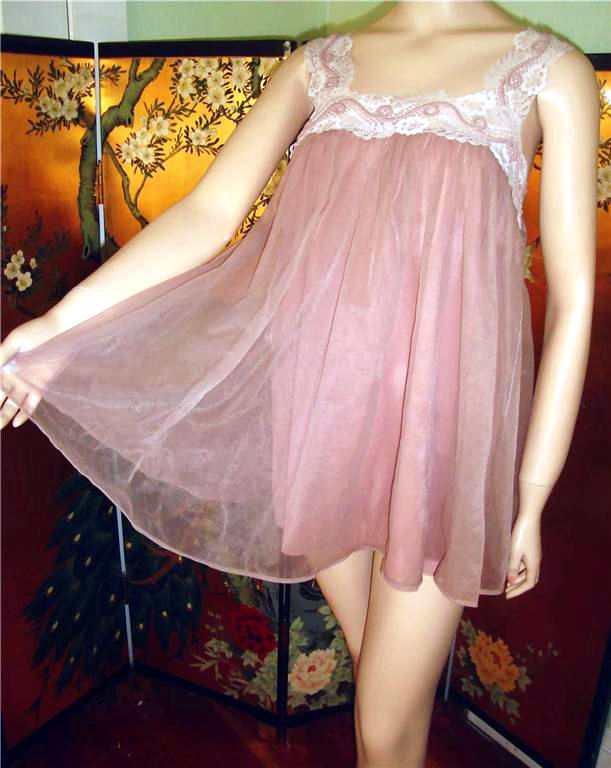
Dwuwarstwowa baby doll

Baby doll – krótka kobieca koszula nocna, na ogół o kroju w kształcie litery A, często przezroczysta i ozdobiona koronkami. Może być też używana jako peniuar.
Nazwa ubrania jest wiązana z filmem Laleczka w reżyserii Elii Kazana (1956).